# ¿Dónde estás, Bernadette?
¿Dónde estás, Bernadette? (título original: Where'd You Go, Bernadette, 2012) es una novela de comedia y ficción de la escritora estadounidense Maria Semple. La trama gira en torno a una arquitecta y madre agorafóbica llamada Bernadette Fox, que desaparece antes de emprender un viaje familiar a la Antártida. La historia es narrada por su hija Bee Branch, de 15 años.

## Sinopsis
Después de la desaparición de su madre, Bee Branch, de 15 años, recoge la correspondencia relacionada con su madre para determinar lo que le sucedió. Bee remonta el incidente a su aceptación en la institución Choate Rosemary Hall, a la que también asistió su madre, Bernadette. Como recompensa por haber sido aceptada en Choate, Bee convence a sus padres de que la llevan a la Antártida. Sin embargo, Bernadette desaparece misteriosamente, por lo que Bee empezará a buscar en todo tipo de correspondencia (correos electrónicos, cartas) para tratar de dar con el paradero de su madre. 

## Premios
- Un año en la lista de Best Sellers del New York Times.[1]
- 72 semanas en la lista de Best Sellers de NPR Paperback.
- 12 semanas en la lista de Best Sellers de NPR Hardcover.
- Preseleccionado para el premio Bailey por mejor libro de ficción en 2013.
- Premio Alex 2013 (American Library Association).[2]

## Adaptación cinematográfica
Annapurna Pictures y Color Force adquirieron los derechos de la adaptación cinematográfica de la novela en enero de 2013, con Scott Neustadter y Michael H. Weber como guionistas y Semple, Bryan Unkeless y Ted Schipper como productores ejecutivos. Richard Linklater dirigirá la película. En noviembre de 2015, se anunció que Cate Blanchett estaba en conversaciones para unirse al reparto de la película. Más tarde se reveló que Holly Gent y Vince Palmo se encargaron de crear el guion.
Kristen Wiig, Billy Crudup, Laurence Fishburne, Troian Bellisario y Judy Greer también se han unido al elenco de la película, cuya producción dio inicio en julio de 2017. La película vio su estreno en agosto de 2019.